# Karamanlis
|  | No s'ha de confondre amb Kostas Karamanlís. |

Els karamanlis (turc: Karamanlılar) foren una comunitat grega de religió ortodoxa, probablement descendents del antis licaonis, que van esdevenir turcofons al segle xiv (o abans) i vivien al beylik turc de Karaman (vegeu beylik de Karaman-oğhlu). Després de la conquesta de Karaman pels otomans foren transferits a Istanbul on van fundar un barri prop de Yedikule. A l'inici del segle xx la comunitat publicava un diari, Nea Anatoli. la seva llengua dialectal i literatura (en caràcters grecs) era el karamandlidja.
Emigrants de la mateixa regió, molts karamanlis, van donar nom a 19 ciutats d'Anatòlia al segle XVI